# Ibn Taymiyya
Ibn Taymiyya (Harran, actual Turquia, 22 de gener de 1263 – Damasc, 26 de setembre de 1328) fou un famós teòleg musulmà que va viure al temps de les invasions mongòliques.
Com a membre de l'escola hanbalita, va preconitzar el retorn de l'islam a les seves fonts, l'Alcorà i la sunna, i que calia considerar com a bida (innovació no ortodoxa) tot costum que no estès clarament referenciat pel comportament del profeta Muhàmmad i de les primers generacions de musulmans (sàlaf). Va condemnar particularment el culte als sants i va emetre nombroses fàtues incitant al gihad contra els xiïtes, els cristians i els mongols. Gran coneixedor de la fàlsafa (filosofia racionalista islàmica), va elaborar refutacions sistemàtiques de les tesis defensades pels filòsofs al-Farabí, Avicenna i Averrois, criticant la preponderància que aquests donaven a la lògica i la raó.
És considerat una icona i una referència pel moviment salafista actual i és molt respectat pel wahhabisme saudita.
Va ser dels primers en entendre la llei de l'oferta i demanda, escrivint: «Si el desig de béns augmenta mentre la seva disponibilitat disminueix, el seu preu puja. En canvi, si augmenta la disponibilitat del bé i el desig disminueix, el preu baixa».

## Nom i títols
El seu nom complet era Taqí-d-Din Abu-l-Abbàs Àhmad ibn Abd-as-Salam ibn Abd-Al·lah ibn Taymiyya al-Harraní (àrab: تقي الدين أبو العباس أحمد بن عبد السلام بن عبد الله بن تيمية الحراني, Taqī d-Dīn Abu l-ʿAbbās Aḥmad ibn ʿAbd as-Salām ibn ʿAbd Allāh ibn Taymiyya al-Ḥarrānī), però és més conegut com a Taqí-d-Din Àhmad ibn Taymiyya o simplement com a Ibn Taymiyya.
Tradicionalment rep el tractament de xaykh al-islam.

## Biografia

### Infància
Va néixer l'any 1263, de pare àrab i mare kurda, a la ciutat de Harran (Mesopotàmia, avui al sud-est de Turquia), on va passar els primers anys de la seva vida. Després, arran de la invasió dels mongols, va emigrar amb el seu pare, als sis anys, a Damasc. El seu avi Majdud-ad-Din Abu-l-Barakat ibn Taymiyya era un reconegut jurista del màdhhab hanbalita.
Durant la seva vida va estudiar moltes obres, entre elles L'adquisició del coneixement de Fakhr-ad-Din ar-Razí.

### Gihad contra els mongols

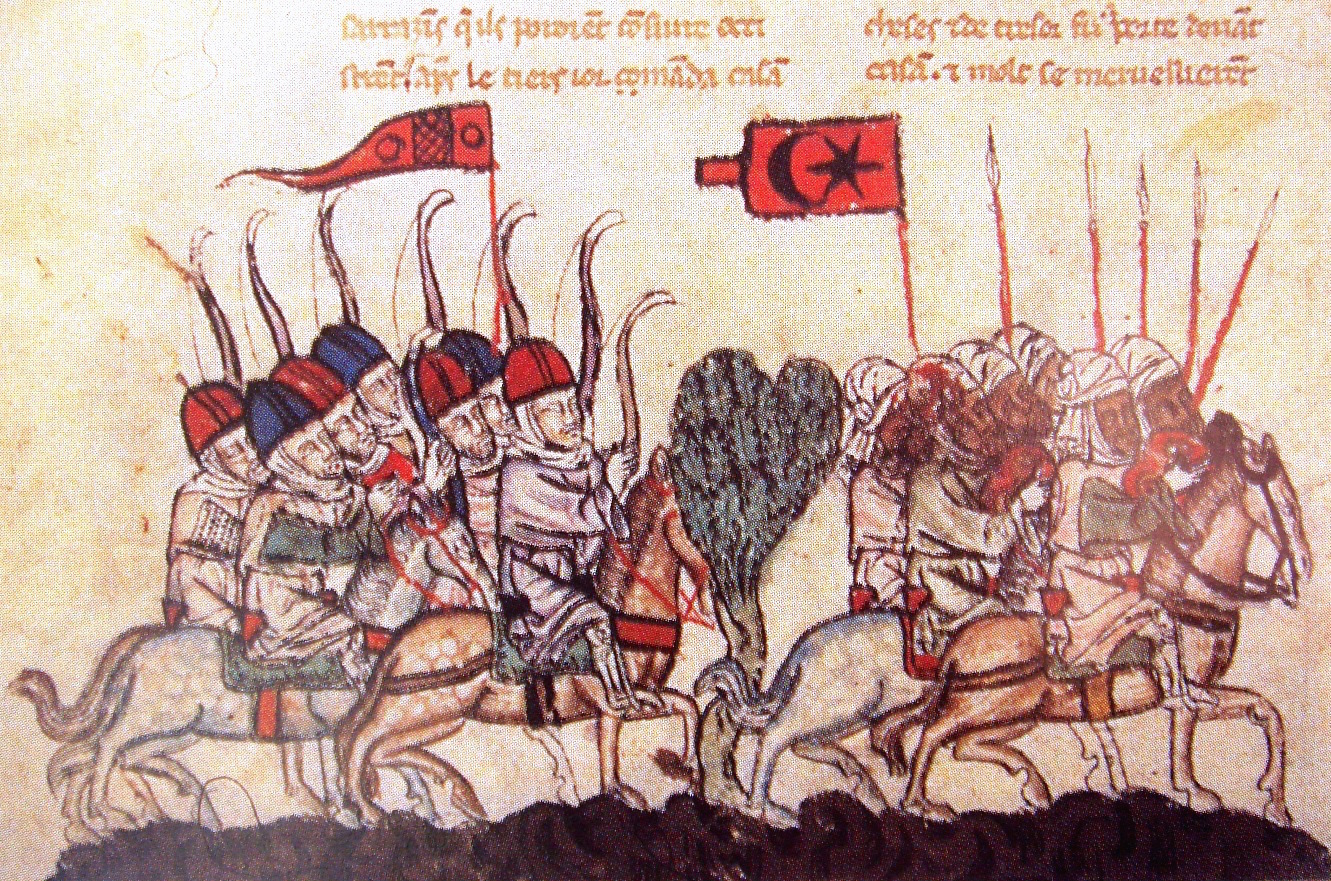
Victòria dels mongols (esquerra) sobre els mamelucs a la batalla de Wadi al-Khazandar (1299).

Entre el 1300 i el 1304, durant les darreres incursions a Síria realitzades pels mongols de l'Il-kanat, Ibn Taymiyya va intentar incitar la població al gihad en contra seu. Ibn Taymiyya els combat amb les armes, però també amb els seus escrits. Així, qüestiona la conversió a l'islam del seu líder, Mahmud Ghazan, acusant-lo de mantenir el seu dret consuetudinari i de pactar amb els regnes cristians.

### Empresonaments
Ibn Taymiyya va passar més de sis anys a diverses presons mameluques, a Damasc, el Caire i Alexandria. De vegades a causa de les acusacions fetes contra ell pel seu dogma, i altres vegades, a causa d'algunes de les seves opinions sobre qüestions de fiqh (jurisprudència), ja que en alguns aspectes estava en desacord amb els punts de vista dels quatre màdhhabs, especialment pel que fa al repudi. Ibn Taymiyya creia que el repudi no s'acorda amb la sunna, especialment el repudi triple simultani o el repudi de la dona menstruant.
També va ser empresonat per la seva oposició al dogma aixarita. Per exemple, els versos de l'Alcorà que descriuen Déu com assegut al seu tron es troben entre els temes que van estar al centre de molts debats entre els teòlegs musulmans de l'època. Els teòlegs aixarites interpretaven aquests versos com a al·legòrics i consideraven que afirmar el seu significat aparent implicava necessàriament un antropomorfisme, idea que Ibn Taymiyya sempre va refusar.
Va ser empresonat per darrera vegada l'any 1326, a Damasc, per la seva fàtua sobre la prohibició de viatjar només per a visitar la tomba del profeta. Ibn Taymiyya afirmava que la intenció ha de ser primer visitar la mesquita de Medina, no la tomba per ella mateixa. Va morir a la presó el 1328. Està enterrat en un cementiri sufí a Damasc.

## Obra i dogma

### Coneixement de Déu
Ibn Taymiyya és conegut pels seus treballs en tots els camps de la teologia islàmica. Entre altres coses, per haver estat un dels únics a refutar tots els altres corrents de l'islam que eren majoritaris en el seu moment, en particular en el camp dels noms i atributs de Déu. Ibn Taymiyya expressa un «menyspreu insolent» pel que fa a la teologia racional (kalam). Tal com mostra aquest fragment del seu llibre Al-aqida al-wassitiyya, que va escriure arran d'una classe després de la pregària de la tarda (asr) a petició d'un jutge de Wasit, després de la invasió d'Iraq pels mongols:
| «                                      | La fe en Déu inclou creure en totes les qualitats que Déu s'ha atribuït a ell mateix al seu llibre i les que el seu missatger Mahoma li va atribuir sense distorsió (tahrif), sense comptar (tatil), ni definició del com (takyif), ni assimilació (tamthil}}). De fet, la Gent de la Sunna i l'agrupació tenen la creença que res és comparable a Déu i que Ell és qui ho sent tot i que ho veu tot. […] perquè l'Altíssim no té igual i no es pot establir cap analogia entre Ell i les seves criatures. | » |
| — Ibn Taymiyya, Al-aqida al-wassitiyya | |   |

Sobre l'omnipresència divina de Déu, diu:
| «                                      | No s'ha d'entendre amb l'expressió «Ell és amb vosaltres» que Déu està barrejat amb les seves criatures. La llengua [àrab] no implica aquesta accepció […] No obstant això, aquestes paraules s'han de situar per sobre de suposicions infundades. Per exemple, afirmar «És al cel» significa literalment que la cúpula celestial el conté i li fa ombra. Aquesta concepció és falsa per a totes les persones de ciència i fe. | » |
| — Ibn Taymiyya, Al-aqida al-wassitiyya | |   |

Els musulmans desobedients que cometen grans pecats no són infidels, segons Ibn Taymiyya:
| «                                       | Per al grup que serà salvat, la religió i la fe són paraules pronunciades pel cor i dites amb la llengua, i fets que procedeixen del cor, la llengua i els membres. La fe augmenta amb l'obediència i disminueix amb la desobediència. Aquest grup no nega la fe a la Gent de l'Alquible per la desobediència i els grans pecats [que cometen], […] Els creients només són germans. Establiu l'harmonia entre els vostres germans i tingueu por de Déu, perquè us faci misericòrdia (Alcorà 49:9–10). Aquest grup no nega al musulmà malvat tota fe i el condemna a una estada eterna al Foc, tal com sostenen els mutazilites. El malvat continua sent creient [en el sentit absolut], […] Diem: és un creient la fe del qual és imperfecta. | » |
| — Ibn Taymiyya, Al-aqida al-wassitiyya. | |   |

Sempre en la mateixa obra i entre els atributs de Déu, Ibn Taymiyya insisteix més particularment en la voluntat divina:
| «                                      | Entre els principis establerts a l'Alcorà i a la Sunna i sobre els quals tots els predecessors pietosos hi estan d'acord, hi ha també la distinció entre el desig (maixia) de Déu i la Seva voluntat (irada), d'una banda, i entre el seu amor, per altra banda. De fet, la voluntat de Déu i la Seva voluntat universal (irada kawniyya) afecten a totes les criatures, tant si són estimades per Déu com si no, [..] Déu fa el que vol, i quan vol una cosa, diu: «Sigui!» i es produeix. | » |
| — Ibn Taymiyya, Al-aqida al-wassitiyya | |   |

Es pot veure en els comentaris d'Ibn Taymiyya que defèn que el que Déu vol té lloc i el que Ell no vol no es fa. Afegeix també que hi ha, per tant, una voluntat universal i igualment predestinada però també una voluntat legal i religiosa (irada xariyya diniyya): Déu ha volgut, per dret, que els seus servents l'adorin i l'obeeixin. Alguns el van adorar i obeir, altres no.
Afirma que Déu va crear el món mitjançant un acte de la seva voluntat i la revelació profètica no és altra cosa que l'expressió d'aquesta voluntat. Per tant, és per revelació i no mitjançant la raó que els homes poden conèixer aquesta voluntat. Per tant, Ibn Taimiyya es va oposar als aixarites, l'escola predominant del seu temps, fet que li va valer diversos judicis. Personatge molt decidit, sempre es va negar a negociar els seus principis, preferint denunciar les equivocacions del seu adversari, més que no pas beneficiar-se d'un indult reial condicionat al seu silenci.
A més, divideix el tawhid (la unicitat de Déu) en dos: tawhid en divinitat i tawhid en adoració.

### Opinió sobre el misticisme musulmà (sufisme)
Hereva de l'orientalisme del segle xix, i accentuada per l'adveniment del salafisme, la reputació antisufí d'Ibn Taymiyya no ha deixat mai de tapar la realitat de la seva obra mística. Henri Laoust va ser un dels primers a subratllar les afinitats de l'erudit hanbalita amb el sufisme, denunciant així la reputació antisufí amb què s'havia titllat Ibn Taymiyya. Estudis posteriors han confirmat aquestes afinitats, fins i tot arribant a suggerir que pertanyia a la confraria sufí qadiriyya. Una cosa és certa: no hi ha cap escrit d'Ibn Taymiyya que condemni el sufisme com a tal. Les crítiques de l'erudit hanbalita cap a determinades doctrines i pràctiques del sufisme s'han d'entendre en el context històric de la Síria mameluca. La refutació dels sufismes, jutjats com a contraris a l'Alcorà i a la Sunna, forma part d'un reformisme religiós dirigit a purificar la xaria i el mateix sufisme, cos i cor de l'islam, de les seves innovacions i dels seus «exageradors». Henri Laoust assenyala que l'única mística contra la qual va lluitar realment Ibn Taymiyya va ser el monisme existencial (ittihadiyya).
Lluny de la imatge de rigorista que se li atribueix de vegades, la posició del xaykh al-islam està plena de matisos, i fins i tot d'indulgència cap a l'embriaguesa espiritual dels sufís i els extàtics. Fins i tot arriba a excusar les insensates paraules pronunciades per aquests mentre es troben en un estat d'embriaguesa espiritual. De fet, mostra la mateixa clemència cap a les «locucions teopàtiques» (xatahat) d'al-Bistamí (m. 877), an-Nurí (m. 907) o aix-Xiblí (m. 945). Lloa molts mestres sufís, als quals anomena mestres sufís «ortodoxes» (maixayilh ahl al-istiqama), entre els quals Fudayl ibn Iyad (m. 803), Ibrahim ibn Àdham al-Ijlí (m. 777-78), Abu-Sulayman ad-Daraní (m. 830), Maruf al-Karkhí (m. 815), Sarí as-Saqatí (m. 867), Junayd (m. 910), Hammad ad-Dabbàs (m. 1131) i Abd-al-Qàdir al-Jilaní (m. 1166). També cal destacar que Ibn Taymiyya és l'autor d'un comentari sobre el Kitab futuh al-ghayb del sufí Abd-al-Qàdir al-Jilaní.
A la seva Epístola als sufís i als pobres en Déu, Ibn Taymiyya s'esforça a mostrar que el terme sufisme, lluny de ser una denominació sense realitat, designa una ciència islàmica per dret propi, de la mateixa manera que el fiqh. El sufisme implica, segons ell la «gnosi» (maàrif), els estats espirituals (ahwal), els bons costums (akhlaq), les regles de propietat (àdab), etc. El sufisme, o la ciència dels estats espirituals, té, segons ell, el propòsit de conduir gradualment el «caminant al grau de proximitat divina» (qurb). Imad-ad-Din al-Wassití (m. 1311), el deixeble que Ibn Taymiyya havia iniciat en la lectura del hadit, afirma de fet que la manera d'aconseguir aquesta proximitat divina no és altra que la imitació (mutàbaa) del profeta Mahoma, tant en les seves obres externes com en els seus estats espirituals. Això és la quinta essència del sufisme, segons Ibn Taymiyya. El seu aspecte ètic no difereix del dels místics i dels tradicionalistes primitius: «ordenar allò que és bo i prohibir allò que és blasmable».

### Crítica als filòsofs
Bon coneixedor dels escrits d’Avicenna i molt crític amb els filòsofs, Ibn Taymiyya ve prendre com a missió rebutjar les seves tesis. S'oposa a l'autonomització de la raó i a la universalitat de la lògica d'Averrois, filòsof aristotèlic. Ell, com altres teòlegs del seu temps, considerava que la filosofia era «la religió d’Aristòtil» i acusa els filòsofs d'haver-s'hi convertit, arribant a emetre una fàtua condemnant-los. Així, acusa els filòsofs d'equiparar els profetes citats a l'Alcorà amb els legisladors grecs, com Plató. Els critica per pensar la llei divina revelada al profeta Mahoma segons una filosofia derivada del politeisme, que els porta a interpretar els textos profètics no com l'ensenyament de la veritat, sinó com una mena de retòrica adreçada al poble.
Nadjet Zouggar escriu:
| «                | Ibn Taymiyya, però, distingeix entre els filòsofs que consideren que els profetes van revelar coses contràries a la veritat per tal de preservar la pau social dels que consideren que els profetes són ignorants «que no sabien [que ensenyaven contra-veritats] perquè la seva perfecció rau en la facultat pràctica (al-quwwa al-amaliyya) i no en la facultat teòrica (an-nazariyya)» | » |
| — Nadjet Zouggar | |   |

 Segons Ibn Taymiyya, el primer tipus de filòsofs ensenyen el que és d'interès (màslaha) per a la multitud a qui s'adrecen perquè s'imaginen que les coses són així, encara que sigui mentida que ho són; en aquest cas, seria una mentida en interès de la multitud, ja que no hi hauria cap altre mitjà per guiar-la cap al camí de la salvació que no fos instruir-la mitjançant símbols.
En el seu tractat La refutació dels defensors de la lògica (Kitab ar-radd ala al-mantiqiyyín), ataca principalment el pensament d'al-Farabí, d'Ibn Sabín i d'Avicenna i la seva escola. Considera les seves doctrines com a herètiques i critica la seva tendència a considerar la lògica aristotèlica com un instrument exclusiu i infal·lible per establir la veritat.

### Crítica a les confraries sufíes
Tot i acceptar des d'un punt de vista teòric el misticisme sufí, s'oposà a certes confraries sufís, especialment aquelles que considerava herètiques, i va desaprovar totalment el culte als sants i les construccions sobre les seves tombes. Al seu llibre Al-furqan, ‘La distinció entre el bé i el mal’, Ibn Taymiyya ataca especialment el sufisme desviat de les persones que fingeixen ascetisme, però en realitat practiquen el vagabundeig.
Evidentment, Ibn Taymiyya no condemna tots els sufis. Com que per a ell només compta la conformitat dels actes amb l'exemple profètic, rebutja categòricament qualsevol discurs relacionat amb realitats metafísiques que no es basin exclusivament en l'experiència profètica. Per a Ibn Taymiyya, l'objectiu de l'home no és l'absorció en Déu, que equipara el creador amb la seva criatura, sinó l'obediència a la seva voluntat revelada. És per això que considera que els escrits d'Ibn al-Arabí són impietosos. Tot i així, en alguns llocs es mostra indulgent amb els que han treballat sincerament, però s'han equivocat.

### Crítica al xiisme
Com a teòleg sunnita, critica el xiisme, que també condemna en alguna fàtua. Als xiïtes els impugna, entre altres coses, la teologia representativa, la teoria de l'Imam, a qui no reconeix cap autoritat espiritual i ni inspiració divina (ilham). Aquestes crítiques es plasmen al seu llibre Minhaj as-sunna (‘La via de la tradició del Profeta’), una obra polèmica en la qual pretén refutar punt per punt Minhaj al-karama (‘La via del carisma’), obra del teòleg xiïta Al·lama Hil·lí.

### Treball escatològic
Ibn Taymiyya va escriure llargs discursos sobre l'escatologia musulmana. En la seva obra Al-aqida al-wassitiyya (‘El dogma moderat’), defineix les etapes de l'altra vida: després de la mort ve el «petita resurrecció» o el càstig de la tomba, seguit de la «gran resurrecció» o resurrecció del cos i del dia del judici.

### Justícia
Per a Ibn Taymiyya, la primera qualitat de l'estat ha de ser la justícia. Segons ell, per definir què és la justícia, el creient ha d'apel·lar tant a les dades alcoràniques com al raonament. Legitima l'ús del raonament analògic per tractar qüestions jurídiques no contemplades pels textos. Aspirant a conciliar la raó i la revelació, Ibn Taymiyya està lligat a la doctrina de «mitjà feliç» (wassatiyya).

## Influència i posteritat

### Deixebles
Ibn Taymiyya va tenir deixebles molt destacats. El teòleg Ibn Qayyim al-Jawziyya és el seu alumne més proper.
L'exegeta i historiador Ibn Kathir és l'autor d'un famós tafsir. La introducció al seu tafsir està presa gairebé paraula per paraula d'un escrit d'Ibn Taymiyya sobre els principis de l'exegesi alcorànica.
El teòleg, muhàddith (especialista en hadits) i historiador adh-Dhahabí és un altre deixeble d'Ibn Taymiyya. És l'autor de Tarikh al-islam (‘Història de l'islam’), una enorme obra repartida en una vintena de volums.
Ibn Muflih, teòleg reconegut, va estudiar els comportaments i personatges lloables extrets de l'Alcorà i la Sunna, així com les interpretacions d'altres teòlegs i juristes, en particular els estudiosos del hanbalisme.

### Wahhabisme i salafisme
Partidari d'un kalam que li és específic, Ibn Taymiyya també va predicar un tawhid en tres parts. La seva metodologia és un sincretisme entre una lectura literalista de l'Alcorà i l'ús de certs hadits. Per refutar l'aixarisme, rebutja alguns hadits. Acusat de blasfèmia i antropomorfisme, va ser desautoritzat pel seu deixeble Ibn Kathir. Els seus escrits van inspirar als wahhabites.
El pensament d'Ibn Taymiyya va exercir poca influència fora de l'escola jurídica hanbalita. Bruce Masters escriu que «després de la seva mort a la presó el 1327, la comunitat erudita musulmana va ignorar en gran part les idees radicals d'Ibn Taymiyya». Només va adquirir una certa importància a partir del segle xviii, quan esdevingué un dels principals referents teològics del corrent wahhabita, i després al segle xix amb la reforma salafista.
Gilles Kepel, especialista en ciències polítiques i islam, explica que la Lliga Mundial Islàmica, creada el 1962 a la Meca, amb el suport del règim saudita, es va constituir per tal d'estendre l'«islam wahhabita» al món i ho fa enviant missioners religiosos i regalant obres d'Ibn Abd-al-Wahhab i d'Ibn Taymiyya. Kepel indica que
| « | Aquests dos autors […] es convertiran en un dels grans referents del moviment islamista sunnita dels anys setanta, fet que s'haurà vist facilitat per la distribució massiva de les seves obres a totes les mesquites del món per part de les autoritats de propagació islàmica saudita. | » |

Ibn Taymiyya i el seu deixeble Ibn Kathir són representants de l'escola jurídica hanbalita, que lluita contra la «innovacions culpables» a causa de la «manera de raonar» practicada per l'escola xafiita, escriu Gilles Kepel. Ibn Taymiyya i Ibn Kathir són les principals influències del fundador del wahhabisme, Muhàmmad ibn Abd-al-Wahhab, l'ideòleg de l'islam propagat per l'Aràbia Saudita al segle xviii. Però els dos autors del segle xiv també són una important influència per a «els grups més extrems de l'islamisme contemporani», alguns dels quals són revolucionaris i contraris a la monarquia saudita. Kepel escriu que la «distribució massiva» del pensament d'Ibn Taymiyya «per part dels serveis de propagació de la fe del règim conservador de Riad no impedirà, però, el seu ús pels corrents més radicals».
A principis del segle xxi, molts militants islamistes utilitzen els seus textos «lleugerament», «traint el seu pensament» per legitimar les seves accions violentes. Ibn Taymiyya és un dels teòlegs musulmans més citats i controvertits de principis del segle xxi. Éric Geoffroy denuncia la recuperació d'Ibn Taymiyya per part d'Estat Islàmic, caricaturitzant i simplificant fins a l'extrem el seu pensament. Geoffroy escriu que «el pensament d'Ibn Taymiyya és ric i complex, però actualment el simplifiquem massa» i que ell «no hauria donat suport a les massacres avui». El periodista Robin Verner observa que «Ibn Taymiyya va sorgir del seu anonimat a Occident i del relatiu oblit on va viure a l'Orient Mitjà per trobar-se envoltat d'una llegenda negra, modelada en una reputació sulfurosa que el converteix en l'advocat postmortem del gihadisme califal».

### Altres recepcions contemporànies
El 1999 l'estudiós egipci 'Âtif al-'Iràqî va demanar als àrabs que trenquessin amb «l'irracionalisme de Ghazali i Ibn Taymiyya i adoptessin el racionalisme d'Ibn Ruixd». 'Âtif al-'Iràqî acusa Ibn Taymiyya de «concepcions obscurantistes i reaccionàries i rebutjar el progrés», contràriament al filòsof andalusí Averrois.
L'any 2002, l'escriptor, poeta, estudiós del sufisme i presentador de ràdio a France Culture Abdelwahab Meddeb, en el seu llibre La Maladie de l'islam, va afirmar que era «poc estimat pels companys estudiosos [i] exaltat per multituds incultes».

## Obres
Ibn Taymiyya és autor de moltes obres religioses. El seu deixeble adh-Dhahabí va estimar que havia escrit més de 500 títols. Diversos dels seus escrits van ser recollits a principis del segle xx, a la col·lecció Majmúat fatawa Xaykh al-Islam Ibn Taymiyya.
Entre les seves obres es poden destacar:
- Al-aqida al-hamawiyya, ‘El dogma de Hama’

- Al-aqida at-tadmuriyya, ‘El dogma de Tadmur’
- Al-aqida al-wassitiyya, ‘El dogma de Wasit’

- Al-asmà wa-s-sifat, ‘Els noms i les característiques'

- Al-furqan, ‘La distinció entre el bé i el mal’

- Al-iman, ‘La fe’

- Al-jawab as-sahih li-man bàddala Din al-Massih, ‘La resposta correcta als que han alterat la religió del Messies'

- An-nubuwa, ‘La condició profètica’

- Al-ubudiyya, ‘L'adoració’

- As-sàrim al-maslul ala xàtim ar-Rassul, ‘L'espasa desenvainada per als que insulten el Profeta’
- As-siyasa aix-xariyya, ‘La política jurisprudencial’

- At-tawàssul wa-l-wassila, ‘La invocació [als sants] i el mitjà’, on distingeix la intercessió legal de la intercessió prohibida (especialment pel que fa al culte dels sants)

- Xarh Futuh al-ghayb, ‘Comentari sobre Les revelacions de l'invisible [d'Abd-al-Qàdir al-Jilaní]’

- Xarh hadith Jibril, ‘Comentari del hadit de Gabriel’ (el segon hadit dels quaranta hadits compilats per l'imam an-Nawawí)

- Xarh hadith an-nuzul, ‘Comentari del hadit del descens'

- Dar taàrudh al-aql wa-n-naql, ‘Refutació de l'oposició entre la raó i la revelació’, en 5 volums

- Al-fatawa al-misriyya, ‘Fàtues egípcies'

- Al-fatawa al-kubra, ‘Grans fàtues'

- Iqtidha as-sirat al-mustaqim fi-r-radd ala ashab al-Jahim, ‘Restricció del camí correcte en resposta als que aniran a l'Infern’

- Minhaj as-sunna an-nabawiyya. ‘Camí de la tradició profètica’, refutació del xiïta Ibn al-Mutàhhir, en diversos volums

- Naqd at-tassís

- Ar-radd ala al-mantiqiyyín, ‘La resposta als racionalistes’, refutació de la filosofia grega

- Raf al-màlam